# Lubow Nikitina
Lubow Igorjewna Nikitina (ros. Любовь Игоревна Никитина; ur. 21 stycznia 1999 w Jaroslawiu) – rosyjska narciarka dowolna, specjalizuje się w skokach akrobatycznych. W 2014 roku zdobyła brązowy medal na mistrzostwach świata juniorów w Valmalenco, wynik ten powtarzając podczas rozgrywanych dwa lata później mistrzostw świata juniorów w Mińsku. W 2015 roku wystartowała na mistrzostwach świata w Kreischbergu, gdzie zajęła siódme miejsce. W zawodach Pucharu Świata zadebiutowała 20 grudnia 2014 roku w Pekinie, gdzie była szesnasta w skokach akrobatycznych. Tym samym już w swoim debiucie zdobyła pierwsze pucharowe punkty. Na podium zawodów tego cyklu po raz pierwszy stanęła 17 grudnia 2016 roku w Beidahu, zajmując trzecie miejsce w tej samej konkurencji. W zawodach tych wyprzedziły ją jedynie Chinka Xu Mengtao i Danielle Scott z Australii. W 2019 roku, na mistrzostwach świata w Deer Valley wywalczyła indywidualnie srebrny medal ulegając jedynie Białorusince Alaksandrze Ramanouskiej oraz brązowy medal w rywalizacji drużynowej, gdzie lepsi okazali się Szwajcarzy oraz Chińczycy. Dwa lata później zdobyła indywidualne brąz oraz drużynowo złoto podczas mistrzostw świata w Ałmaty.

## Osiągnięcia

### Igrzyska olimpijskie
| Miejsce | Dzień     | Rok  | Miejscowość | Konkurencja              | Zwycięzca         |
| ------- | --------- | ---- | ----------- | ------------------------ | ----------------- |
| 7.      | 16 lutego | 2018 | Pjongczang  | Skoki akrobatyczne       | Hanna Huśkowa     |
| 5.      | 10 lutego | 2022 | Pekin       | Skoki akrobatyczne druż. | Stany Zjednoczone |
| 21.     | 14 lutego | 2022 | Pekin       | Skoki akrobatyczne       | Xu Mengtao        |

### Mistrzostwa świata
| Miejsce | Dzień       | Rok  | Miejscowość   | Konkurencja                  | Zwyciężczyni          |
| ------- | ----------- | ---- | ------------- | ---------------------------- | --------------------- |
| 7.      | 15 stycznia | 2015 | Kreischberg   | Skoki akrobatyczne           | Laura Peel            |
| 12.     | 10 marca    | 2017 | Sierra Nevada | Skoki akrobatyczne           | Ashley Caldwell       |
| 2.      | 6 lutego    | 2019 | Deer Valley   | Skoki akrobatyczne           | Alaksandra Ramanouska |
| 3.      | 7 lutego    | 2019 | Deer Valley   | Skoki akrobatyczne drużynowo | Szwajcaria            |
| 3.      | 10 marca    | 2021 | Ałmaty        | Skoki akrobatyczne           | Laura Peel            |
| 1.      | 11 marca    | 2021 | Ałmaty        | Skoki akrobatyczne drużynowo | –                     |

### Puchar Świata

#### Miejsca w klasyfikacji generalnej
- sezon 2014/2015: 59.
- sezon 2015/2016: 82.
- sezon 2016/2017: 26.
- sezon 2017/2018: 73.
- sezon 2018/2019: 68.
- sezon 2019/2020: 57.

Od sezonu 2020/2021 klasyfikacja skoków akrobatycznych jest jednocześnie klasyfikacją generalną.
- sezon 2020/2021: 4.
- sezon 2021/2022: 25.

#### Miejsca na podium w zawodach
1. Beidahu – 17 grudnia 2016 (skoki) – 3. miejsce
2. Jarosław – 16 stycznia 2021 (skoki) – 3. miejsce
3. Ałmaty – 13 marca 2021 (skoki) – 2. miejsce